# Australian Recording Industry Association
ARIA é a sigla para "Australian Recording Industry Association" (a Associação da Indústria Fonográfica Australiana), formada por selos e gravadoras para administrar os lançamentos no mercado fonográfico do país. A associação emite semanalmente a apuração de vendas de discos na Austrália, lançados em CD e download digital, o ARIA Charts. Anualmente acontece o ARIA Awards, a premiação da Indústria Fonográfica do país para os artistas que mais venderam cópias ao longo do ano.

## Certificações
| Formato | Certificação | Certificação | Certificação |
| Formato | Ouro         | Platina      |              |
| ------- | ------------ | ------------ | ------------ |
| Álbum   | 35 000       | 70 000       |              |
| Single  | 35 000       | 70 000       |              |
| DVD     | 7 500        | 15 000       |              |